# Josep Maria Soler i Canals
Josep Maria Soler i Canals (Santa Eugènia de Ter, 1946) és un eclesiàstic català, fou abat de Montserrat entre els anys 2000 i 2021.
Va néixer a Santa Eugènia de Ter el 1946. Dels cinc als disset anys va viure a Sabadell, on estudià al Col·legi dels Claretians, i de 1955 a 1956 va ser deixeble de Pere Casaldàliga. Després estudià teologia al Seminari dels Claretians a Solsona. Postulà com a monjo a l'Abadia de Montserrat el 1970, professà el 1975 i el 1981 fou ordenat sacerdot. En 1976-77 col·laborà a l'Institut Ecumènic de Tantur (Jerusalem) i al Pontifici Ateneu de Sant Anselm de Roma es llicencià en teologia sacramentària (1978-80). Visitador de la Província Hispànica de la Congregació de Subiaco (actualment integrada a la Congregació de Subiaco-Montecassino) des del 1996, a Montserrat ha estat mestre de novicis i prefecte de júniors, i professor a l'Escola Filosòfica i Teològica de l'Abadia de Montserrat, de la qual fou el prefecte durant set anys, i també a l'Institut de Litúrgia i al de Teologia Espiritual de Barcelona. Des del 1992 és vicepresident de la Societat Espanyola d'Estudis Monàstics (SEDEM) i ha estat sotsdirector de la revista Studia Monastica. Fou elegit abat de Montserrat per la comunitat el maig del 2000. I el 2021, al complir els 75 anys d'edat, presentà la renúncia i fou rellevat en el càrrec per Manel Gasch i Hurios. L'abat Soler és autor de nombrosos articles i de llibres de litúrgia i espiritualitat.

## Obra
- Tomàs Garcés: periodisme i crítica (2011)[6]
- La plaça de Diognet (2011)[7]
- Pere Casaldàliga (2013), il·lustrat per Sebastià Serra,[8] un conte biogràfic per a nens sobre el poeta i religiós Pere Casaldàliga i Pla.[9]